# Arwad

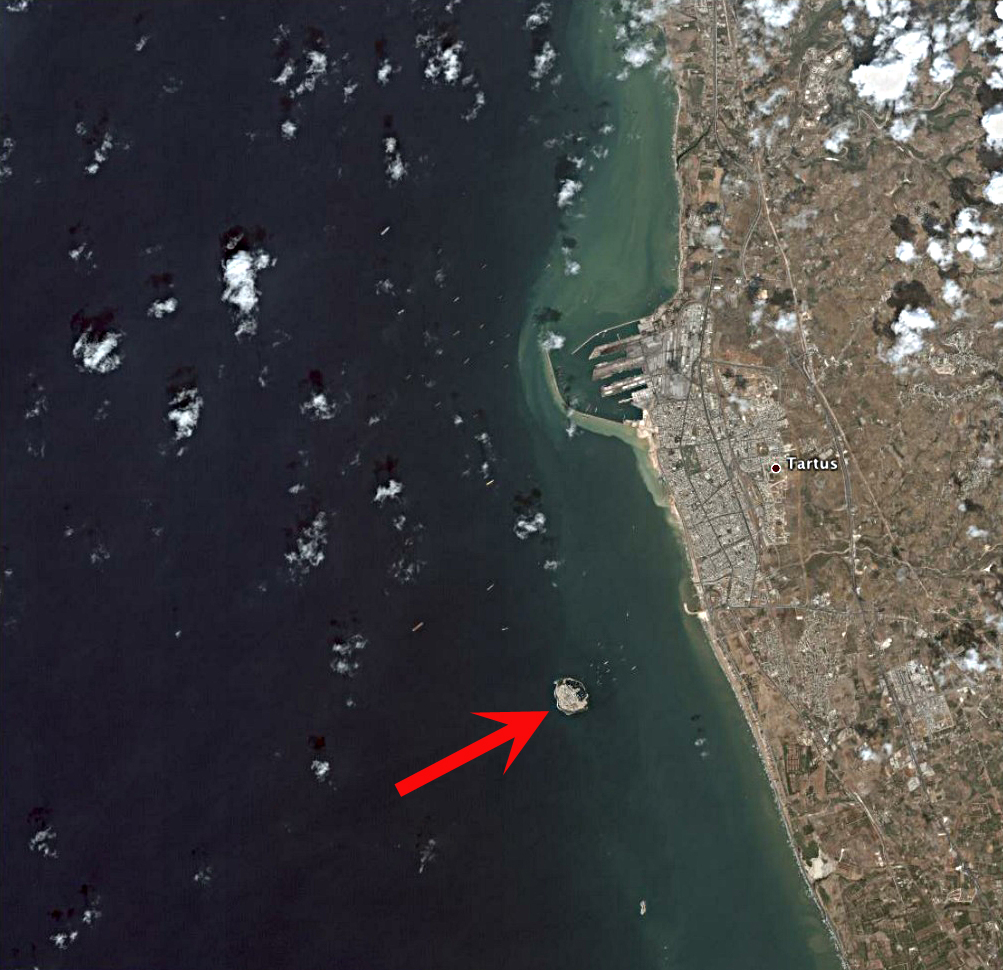
O imagine din satelit a insulei Arwad, cu Tartus pe coasta siriană la est

Arwad (în arabă: أرواد‎; în aramaica biblică: אַ‏רְוָ‏ד, Arvad) – cunoscută și ca Arado (în greacă: Άραδο), Arados (greacă: Άραδος), Arvad, Arpad, Arphad, și Antiochia din Pieria (greaca veche: Αντιόχεια της Πιερίας), numită și insula Ruad, este o insulă în Marea Mediterană.
Al Jazeera Arwad, insula Arwad, este singura insulă locuită a Siriei și se află la circa 3 kilometri de portul Tartus.
Orașul Arwad, singura așezare a insulei, este un port pescăresc și deține un mic șantier naval unde se construiesc ambarcațiuni ușoare de pescuit și agrement, după tehnici tradiționale.
Populația insulei Arwad era în anul 2004 de 4403 locuitori, conform Biroului Sirian de Statistică. Populația este predominant musulmană sunită.
Insula este inscrisă în patrimoniul Unesco.

## Istorie
Numele Arvad este consemnat în Biblie ca teritoriu al arvadiților, populație canaanită.
Insula a fost colonizată la începutul mileniului doi înaintea erei noastre de către fenicieni, sub care a devenit regat independent, Jazirat Arvad, insula Arvad. Orașul a purtat numele fenician de Aynook.
Regatul a fost un punct comercial important de legatură maritimă pentru valea Oronte-ului.
Arwad a fost cucerit de către egipteni în campaniile lui Tutmes al III-lea (1472 î. C.) și Ramses al II-lea (prima parte a secolului 13 î. C.)
Soldați din Arwad au luptat împotriva egiptenilor la Kadesh, cca 1299 î. C.
Importanța sa portuară este evocată în consemnări asiriene din vremea regilor Tiglath-Pileser (cca 1020 î.C.) și Asurnasirpal al II-lea (cca 876 î. C.), tiran care a și supus insula impunându-i tribut.
După dominația asiriană a urmat cea persană, timpuri în care Arvad a format o confederație cu orașele feniciene Sidon (Saida) și Tyr (Sur), cu un consiliu comun la Tripoli (orașe aflate în prezent pe teritoriu libanez).
Când Alexandru cel Mare a invadat Siria în anul 332 î. C., regele Strato al Arwad a capitulat fără luptă și a sprijinit ulterior campania macedoneană trimițând flota împotriva Tyrului.
Insula Arwad este consemnată de romani, cca 138 î. C., ca cetate pro-israelită în perioada extinderii imperiului în Iudeea și Siria.

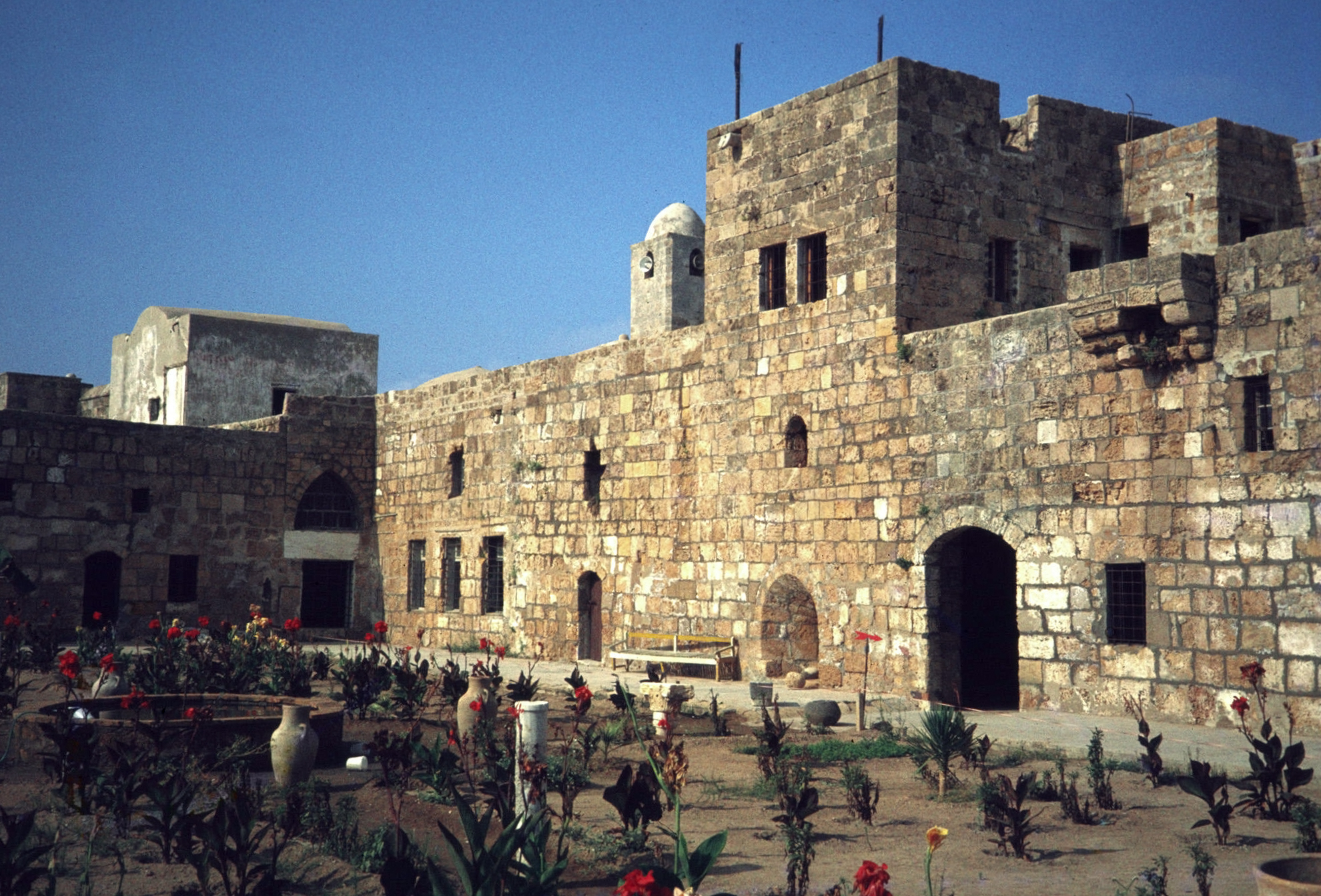
Fortăreța din Arwad

În timpul Cruciadelor, insula a servit drept port de tranzit până în a doua jumatate a secolului XIII. A fost ultima posesiune cruciată în Țara Sfântă. După pierderea controlului continental în urma căderii Acrei, 1291, Regatul Cruciat al Ierusalimului a fost relocat în insula Cipru, pastrând un avanpost în Arwad.
Insula a fost încredințată Ordinului Templier de către Papa Clement al V-lea. Templierii au menținut aici o garnizoană până în 1302, alcătuită din 120 de cavaleri Templieri, 500 de arbaletrieri și 400 de auxiliari localnici, sub comanda lui Barthélemy de Quincy.
Templierii au fost înfrânți de mameluci la 26 septembrie 1302 și au pierdut controlul asupra insulei.

## În prezent
Insula este teritoriu al Republicii Arabe Siriene, districtul Tartus, guvernoratul Tartus.
Importanța economică a insulei Arwad este minoră. Activitățile desfășurate aici sunt pescuitul, construcția navală mică și reparațiile minore.
Insula Arwad a făcut parte din toate traseele turistice de pe coasta mediterană siriană. Lipsită de capacități de cazare, insula poate fi vizitată din Tartus, oraș de care insula este legată prin navetă regulată.
Odată cu începutul conflictului civil din Republica Arabă Siriană, turismul a înghețat. În schimb, insula a devenit o destinație pentru refugiați.

## În film
În anul 2013 a fost realizată producția canadiană francofonă Arwad, o dramă regizată de Dominique Chila și Samer Najari, având în distribuție pe Yasmine Antabli, Dalal Ata și Ramzi Choukair. Pelicula a fost prezentată la Festivalul de Film de la Rotterdam.